# Museo ebraico dei bambini
Il Jewish Children's Museum (in ital. Museo ebraico dei bambini) è il più grande museo per bambini degli Stati Uniti in tema ebraico. Ha l'obiettivo di fornire una prospettiva positiva e una consapevolezza del patrimonio ebraico ai bambini di tutte le fedi e culture, favorendo la tolleranza e la comprensione. La collezione permanente espone articoli progettati per essere sia educativi che divertenti per i bambini, spesso impiegando multimedia interattivi. Nel campo da golf in miniatura sul tetto del museo, ad esempio, ogni buca rappresenta una tappa della vita ebraica.
Il museo è ospitato dalla comunità chassidica Chabad di Crown Heights a Brooklyn,  al 792 Eastern Parkway, Brooklyn, (New York), vicino al quartier generale Lubavitch di 770 Eastern Parkway. Il museo è stato inaugurato nel 2004. Nel 2005 era tra le 406 istituzioni di Arti e Servizi Sociali di New York che hanno ricevuto una parte dei $20 milioni in sussidi dalla Carnegie Corporation, grazie al donativo del Sindaco di New York, Michael Bloomberg.

## Storia
In conseguenza dei drammatici disordini di Crown Heights nel 1991 e dell'omicidio terrorista dello studente ebreo sedicenne Ari Halberstam nella sparatoria sul ponte di Brooklyn del 1994, il museo è stato costruito con lo scopo di creare un sistema didattico adatto a far capire meglio ai bambini locali il loro quartiere e i loro vicini.
La pianificazione dei contenuti in mostra, è stata fatta con la collaborazione di vari educatori religiosi e laici, approvati dalla direzione ebraica ortodossa del museo.
L'attivista comunitaria Devorah Halberstam, madre di Ari, ha svolto un ruolo importante nella creazione del Museo. Il museo è ufficialmente dedicato alla memoria di Ari.
La parte anteriore del museo espone un gigantesco collage di immagini di bambini. Visti da lontano, formano la foto gigante di un unico bambino.

## Punti salienti
- Il museo è stato progettato dagli architetti Gwathmey, Siegel & Associati.
- Il costo del palazzo è stato finora di $35 milioni, con ulteriori $5 milioni previsti per il completamento delle esposizioni al quarto piano.
- Il museo ha vinto il Premio Costruzioni Brooklyn del 2006, per la progettazione e l'impatto sociale sulla comunità metropolitana di Brooklyn.
- Più di 250.000 persone hanno visitato il museo durante il primo anno di apertura.
- Oltre ai suoi articoli computerizzati ed interattivi, il palazzo del museo comprende un ristorante kosher, un negozio di souvenir, un salone convegni, un teatro con 100 posti, una sala giochi, un  centro arti e mestieri e stanze con computer.